# Tricyphona platyptera
Tricyphona platyptera är en tvåvingeart som beskrevs av Alexander 1929. Tricyphona platyptera ingår i släktet Tricyphona och familjen hårögonharkrankar. Inga underarter finns listade i Catalogue of Life.